# Gran Premio motociclistico del Giappone 2010
Il Gran Premio motociclistico del Giappone 2010, il cui svolgimento era programmato per 25 aprile, quale seconda gara della stagione 2010, è stato rinviato al 3 ottobre, con decisione FIM del 20 aprile, assunta in seguito dell'interruzione del traffico aereo internazionale, causato dall'eruzione del vulcano islandese Eyjafjallajökull. La gara è diventata così la quattordicesima della stagione 2010 e ha visto vincere: Casey Stoner in MotoGP, Toni Elías in Moto2 e Marc Márquez nella classe 125. La gara si è svolta sul circuito di Motegi.

## Prove e Qualifiche

### Classe 125
Le prime sessioni di prove sono state dominate da Nicolás Terol (Aprilia) e Marc Márquez (Derbi), mentre la pole position è andata a Márquez.
Risultati dopo le qualifiche:
- 1 =  Marc Márquez - Derbi 1'58.030
- 2 =  Nicolás Terol - Aprilia 1'58.447
- 3 =  Bradley Smith - Aprilia 1'59.026

### Moto2
Nelle prime sessioni di prove i più veloci sono stati Julián Simón e Toni Elías (Suter e Moriwaki), mentre la pole è andata a Simón.
Risultati dopo le qualifiche:
- 1 =  Julián Simón - Suter 1'53.008
- 2 =  Scott Redding - Suter 1'53.292
- 3 =  Yūki Takahashi - Tech 3 1'53.439

### MotoGP
Nel corso della prima sessione di prove libere Daniel Pedrosa è protagonista di una caduta nella quale subisce la frattura della clavicola sinistra; pertanto non prende parte al resto del week-end.
Nella prima sessione di prove il pilota più veloce è stato Valentino Rossi (Yamaha) (1'48.174), seguito da Andrea Dovizioso su Honda e Jorge Lorenzo (Yamaha). Nella seconda sessione il migliore è Lorenzo (1'47.413) seguito da Dovizioso e Rossi.
| Pos | Nº | Pilota           | Team                           | Tempo        |
| --- | -- | ---------------- | ------------------------------ | ------------ |
| 1   | 4  | Andrea Dovizioso | Repsol Honda Team-HRC          | 1'47.001     |
| 2   | 46 | Valentino Rossi  | Fiat Yamaha Team-Yamaha        | 1'47.055     |
| 3   | 27 | Casey Stoner     | Ducati Marlboro-Ducati         | 1'47.105     |
| 4   | 99 | Jorge Lorenzo    | Fiat Yamaha Team-Yamaha        | 1'47.206     |
| 5   | 5  | Colin Edwards    | Monster Yamaha Tech 3-Yamaha   | 1'47.464     |
| 6   | 11 | Ben Spies        | Monster Yamaha Tech 3-Yamaha   | 1'47.648     |
| 7   | 14 | Randy de Puniet  | LCR Honda MotoGP-Honda         | 1'47.752     |
| 8   | 58 | Marco Simoncelli | San Carlo Honda Gresini-Honda  | 1'47.914     |
| 9   | 19 | Álvaro Bautista  | Rizla Suzuki MotoGP-Suzuki     | 1'48.002     |
| 10  | 65 | Loris Capirossi  | Rizla Suzuki MotoGP-Suzuki     | 1'48.068     |
| 11  | 69 | Nicky Hayden     | Ducati Marlboro-Ducati         | 1'48.182     |
| 12  | 33 | Marco Melandri   | San Carlo Honda Gresini-Honda  | 1'48.238     |
| 13  | 41 | Aleix Espargaró  | Pramac Racing-Ducati           | 1'48.371     |
| 14  | 7  | Hiroshi Aoyama   | Interwetten Honda MotoGP-Honda | 1'48.396     |
| 15  | 40 | Héctor Barberá   | Paginas Amarillas Aspar-Ducati | 1'48.535     |
| 16  | 36 | Mika Kallio      | Pramac Racing-Ducati           | 1'49.480     |
| NQ  | 26 | Dani Pedrosa     | Repsol Honda Team-HRC          | nessun tempo |

## Gara

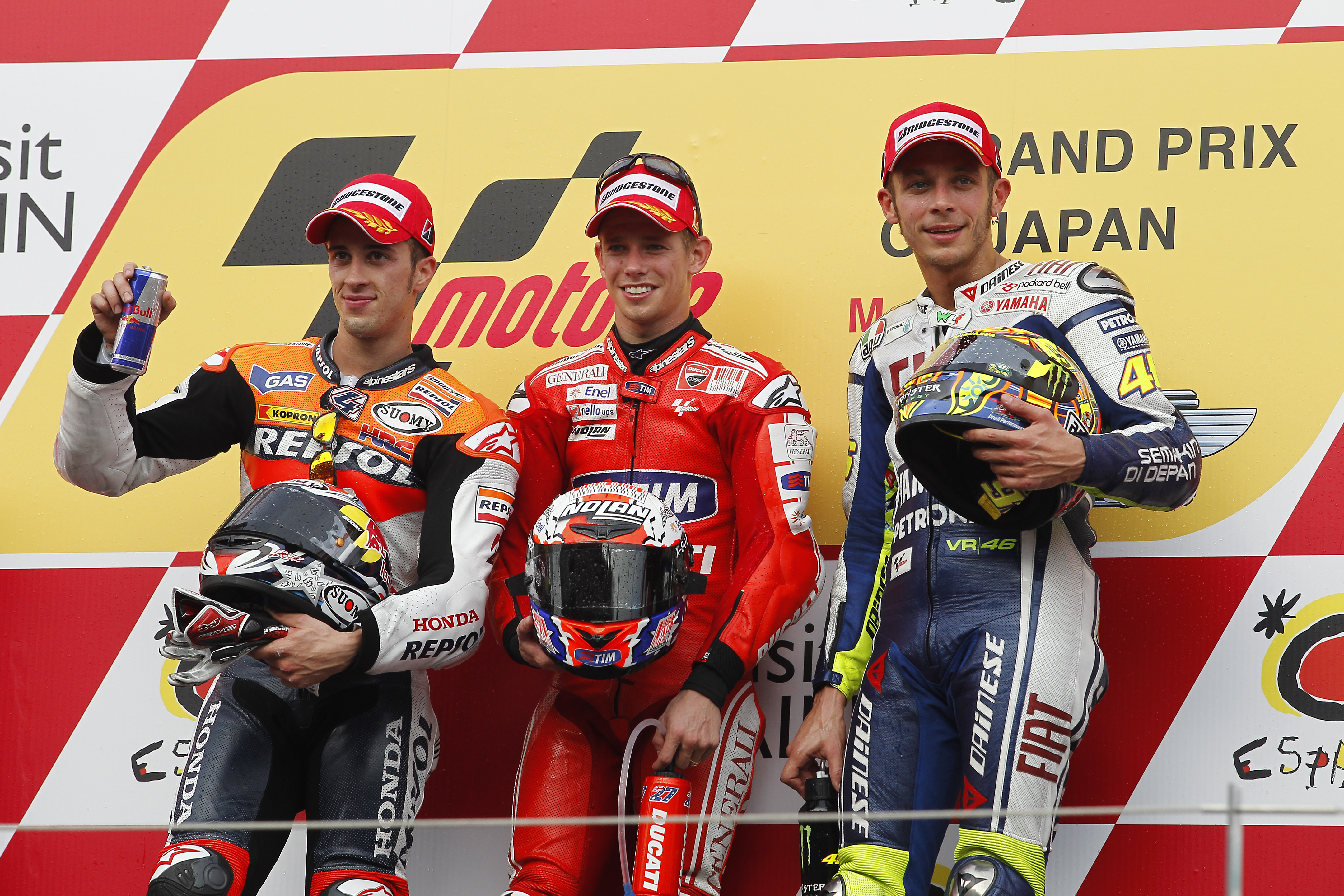
Dovizioso, Stoner e Rossi, sul palco di premiazione del podio dopo essere arrivati rispettivamente secondo, primo e terzo nella gara della classe MotoGP

### MotoGP

#### Arrivati al traguardo
| Pos. | Nº | Pilota           | Squadra                 | Motocicletta | Giri | Tempo     | Griglia | Punti |
| ---- | -- | ---------------- | ----------------------- | ------------ | ---- | --------- | ------- | ----- |
| 1º   | 27 | Casey Stoner     | Ducati Team             | Ducati       | 24   | 43:12.266 | 3       | 25    |
| 2º   | 4  | Andrea Dovizioso | Repsol Honda            | Honda        | 24   | +3.868    | 1       | 20    |
| 3º   | 46 | Valentino Rossi  | Fiat Yamaha             | Yamaha       | 24   | +5.707    | 2       | 16    |
| 4º   | 99 | Jorge Lorenzo    | Fiat Yamaha             | Yamaha       | 24   | +6.221    | 4       | 13    |
| 5º   | 5  | Colin Edwards    | Monster Yamaha Tech 3   | Yamaha       | 24   | +27.092   | 5       | 11    |
| 6º   | 58 | Marco Simoncelli | San Carlo Honda Gresini | Honda        | 24   | +30.021   | 8       | 10    |
| 7º   | 19 | Álvaro Bautista  | Rizla Suzuki            | Suzuki       | 24   | +31.826   | 9       | 9     |
| 8º   | 11 | Ben Spies        | Monster Yamaha Tech 3   | Yamaha       | 24   | +35.572   | 6       | 8     |
| 9º   | 14 | Randy de Puniet  | LCR Honda               | Honda        | 24   | +47.564   | 7       | 7     |
| 10º  | 7  | Hiroshi Aoyama   | Interwetten Honda       | Honda        | 24   | +49.598   | 14      | 6     |
| 11º  | 33 | Marco Melandri   | San Carlo Honda Gresini | Honda        | 24   | +49.999   | 12      | 5     |
| 12º  | 69 | Nicky Hayden     | Ducati Team             | Ducati       | 24   | +50.703   | 11      | 4     |
| 13º  | 40 | Héctor Barberá   | Paginas Amarillas Aspar | Ducati       | 24   | +51.422   | 15      | 3     |
| 14º  | 41 | Aleix Espargaró  | Pramac Racing           | Ducati       | 24   | +52.843   | 13      | 2     |
| 15º  | 36 | Mika Kallio      | Pramac Racing           | Ducati       | 24   | +1:14.668 | 16      | 1     |

#### Ritirato
| Nº | Pilota          | Squadra      | Motocicletta | Giri | Griglia |
| -- | --------------- | ------------ | ------------ | ---- | ------- |
| 65 | Loris Capirossi | Rizla Suzuki | Suzuki       | 21   | 10      |

### Moto2
In questa classe vengono assegnate due wildcard che vanno a: Shogo Moriwaki su Moriwaki e Kouki Takahashi su RBB. Per quel che concerne gli avvicendamenti: Hiromichi Kunikawa prende il posto di Niccolò Canepa al team Bimota - M Racing e Ferruccio Lamborghini quello di Santiago Hernández al team Matteoni Racing. Corre in questo Gran Premio anche Yusuke Teshima con il team FCC TSR.

#### Arrivati al traguardo
| Pos. | Nº | Pilota                | Squadra                    | Motocicletta | Giri | Tempo     | Griglia | Punti |
| ---- | -- | --------------------- | -------------------------- | ------------ | ---- | --------- | ------- | ----- |
| 1º   | 24 | Toni Elías            | Gresini Racing             | Moriwaki     | 23   | 43:50.930 | 4       | 25    |
| 2º   | 60 | Julián Simón          | Mapfre Aspar               | Suter        | 23   | +0.315    | 1       | 20    |
| 3º   | 17 | Karel Abraham         | Cardion AB Motoracing      | FTR          | 23   | +9.839    | 7       | 16    |
| 4º   | 15 | Alex De Angelis       | JIR Moto2                  | MotoBi       | 23   | +10.178   | 6       | 13    |
| 5º   | 45 | Scott Redding         | Marc VDS Racing            | Suter        | 23   | +11.237   | 2       | 11    |
| 6º   | 72 | Yūki Takahashi        | Tech 3 Racing              | Tech 3       | 23   | +12.778   | 3       | 10    |
| 7º   | 65 | Stefan Bradl          | Viessmann Kiefer Racing    | Suter        | 23   | +17.284   | 8       | 9     |
| 8º   | 12 | Thomas Lüthi          | Interwetten Moriwaki       | Moriwaki     | 23   | +17.892   | 16      | 8     |
| 9º   | 44 | Roberto Rolfo         | Italtrans S.T.R.           | Suter        | 23   | +19.235   | 11      | 7     |
| 10º  | 6  | Alex Debón            | Aeroport de Castello - Ajo | FTR          | 23   | +19.568   | 26      | 6     |
| 11º  | 3  | Simone Corsi          | JIR Moto2                  | MotoBi       | 23   | +22.713   | 18      | 5     |
| 12º  | 77 | Dominique Aegerter    | Technomag-CIP              | Suter        | 23   | +23.417   | 12      | 4     |
| 13º  | 29 | Andrea Iannone        | Fimmco Speed Up            | Speed Up     | 23   | +25.847   | 10      | 3     |
| 14º  | 71 | Claudio Corti         | Forward Racing             | Suter        | 23   | +27.528   | 5       | 2     |
| 15º  | 35 | Raffaele De Rosa      | Tech 3 Racing              | Tech 3       | 23   | +28.696   | 17      | 1     |
| 16º  | 16 | Jules Cluzel          | Forward Racing             | Suter        | 23   | +29.629   | 13      |       |
| 17º  | 40 | Sergio Gadea          | Tenerife 40 Pons           | Pons Kalex   | 23   | +34.072   | 20      |       |
| 18º  | 63 | Mike Di Meglio        | Mapfre Aspar               | Suter        | 23   | +37.087   | 19      |       |
| 19º  | 80 | Axel Pons             | Tenerife 40 Pons           | Pons Kalex   | 23   | +40.460   | 29      |       |
| 20º  | 56 | Michael Ranseder      | Vector Kiefer Racing       | Suter        | 23   | +40.653   | 23      |       |
| 21º  | 2  | Gábor Talmácsi        | Fimmco Speed Up            | Speed Up     | 23   | +40.855   | 28      |       |
| 22º  | 9  | Kenny Noyes           | Jack & Jones by A.Banderas | Promoharris  | 23   | +42.287   | 21      |       |
| 23º  | 8  | Anthony West          | MZ Racing                  | MZ-RE Honda  | 23   | +44.814   | 31      |       |
| 24º  | 14 | Ratthapark Wilairot   | Thai Honda PTT Singha SAG  | Bimota       | 23   | +46.745   | 22      |       |
| 25º  | 28 | Kazuki Watanabe       | Racing Team Germany        | Suter        | 23   | +49.749   | 30      |       |
| 26º  | 53 | Valentin Debise       | WTR San Marino             | ADV          | 23   | +49.964   | 32      |       |
| 27º  | 4  | Ricard Cardús         | Maquinza-SAG               | Bimota       | 23   | +1:14.349 | 34      |       |
| 28º  | 95 | Mashel Al Naimi       | Blusens-STX                | BQR-Moto2    | 23   | +1:15.823 | 36      |       |
| 29º  | 88 | Yannick Guerra        | Holiday Gym G22            | Moriwaki     | 23   | +1:16.189 | 38      |       |
| 30º  | 55 | Héctor Faubel         | Marc VDS Racing            | Suter        | 23   | +1:21.900 | 24      |       |
| 31º  | 39 | Robertino Pietri      | Italtrans S.T.R.           | Suter        | 23   | +1:26.024 | 35      |       |
| 32º  | 61 | Vladimir Ivanov       | Gresini Racing             | Moriwaki     | 23   | +1:27.673 | 39      |       |
| 33º  | 70 | Ferruccio Lamborghini | Matteoni Racing            | Moriwaki     | 23   | +1:41.644 | 33      |       |
| 34º  | 93 | Kouki Takahashi       | Burning Blood RT           | RBB          | 23   | +1:45.570 | 41      |       |

#### Ritirati
| Nº | Pilota             | Squadra                      | Motocicletta | Giri | Griglia |
| -- | ------------------ | ---------------------------- | ------------ | ---- | ------- |
| 5  | Joan Olivé         | Jack & Jones by A.Banderas   | Promoharris  | 21   | 37      |
| 25 | Alex Baldolini     | Caretta Technology Race Dept | I.C.P.       | 21   | 15      |
| 68 | Yonny Hernández    | Blusens-STX                  | BQR-Moto2    | 20   | 9       |
| 66 | Hiromichi Kunikawa | Bimota - M Racing            | Bimota       | 11   | 40      |
| 10 | Fonsi Nieto        | Holiday Gym G22              | Moriwaki     | 3    | 14      |
| 11 | Yusuke Teshima     | FCC TSR                      | TSR          | 0    | 25      |

#### Non partito
| Nº | Pilota         | Squadra         | Motocicletta | Griglia |
| -- | -------------- | --------------- | ------------ | ------- |
| 83 | Shogo Moriwaki | Moriwaki Racing | Moriwaki     | 27      |

### Classe 125
In questo classe vengono assegnate cinque wildcard che vanno a: Syunya Mori, Takehiro Yamamoto, Hikari Ōkubo e Yuma Yahagi su Honda ed a Sasuke Shinozaki su Yamaha. Alexis Masbou e Isaac Viñales, infortunati, vengono sostituiti rispettivamente da Tommaso Gabrielli e Danny Kent.

#### Arrivati al traguardo
| Pos. | Nº | Pilota              | Squadra                       | Motocicletta | Giri | Tempo     | Griglia | Punti |
| ---- | -- | ------------------- | ----------------------------- | ------------ | ---- | --------- | ------- | ----- |
| 1º   | 93 | Marc Márquez        | Red Bull Ajo Motorsport       | Derbi        | 20   | 39:46.937 | 1       | 25    |
| 2º   | 40 | Nicolás Terol       | Bancaja Aspar                 | Aprilia      | 20   | +2.612    | 2       | 20    |
| 3º   | 38 | Bradley Smith       | Bancaja Aspar                 | Aprilia      | 20   | +8.396    | 3       | 16    |
| 4º   | 44 | Pol Espargaró       | Tuenti Racing                 | Derbi        | 20   | +18.873   | 7       | 13    |
| 5º   | 23 | Alberto Moncayo     | Andalucia Cajasol             | Aprilia      | 20   | +31.973   | 9       | 11    |
| 6º   | 12 | Esteve Rabat        | Blusens-STX                   | Aprilia      | 20   | +32.139   | 6       | 10    |
| 7º   | 99 | Danny Webb          | Andalucia Cajasol             | Aprilia      | 20   | +46.716   | 13      | 9     |
| 8º   | 39 | Luis Salom          | Stipa-Molenaar Racing GP      | Aprilia      | 20   | +49.444   | 14      | 8     |
| 9º   | 26 | Adrián Martín       | Aeroport de Castello - Ajo    | Aprilia      | 20   | +49.867   | 15      | 7     |
| 10º  | 14 | Johann Zarco        | WTR San Marino                | Aprilia      | 20   | +55.912   | 18      | 6     |
| 11º  | 35 | Randy Krummenacher  | Stipa-Molenaar Racing GP      | Aprilia      | 20   | +56.684   | 12      | 5     |
| 12º  | 11 | Sandro Cortese      | Avant Mitsubishi Ajo          | Derbi        | 20   | +56.738   | 4       | 4     |
| 13º  | 15 | Simone Grotzkyj     | Fontana Racing                | Aprilia      | 20   | +1:05.988 | 8       | 3     |
| 14º  | 78 | Marcel Schrötter    | Interwetten Honda             | Honda        | 20   | +1:10.339 | 21      | 2     |
| 15º  | 53 | Jasper Iwema        | CBC Corse                     | Aprilia      | 20   | +1:10.518 | 22      | 1     |
| 16º  | 88 | Hikari Ōkubo        | 18 Garage Racing              | Honda        | 20   | +1:21.138 | 26      |       |
| 17º  | 43 | Takehiro Yamamoto   | Team Nobby                    | Honda        | 20   | +1:21.153 | 17      |       |
| 18º  | 69 | Louis Rossi         | CBC Corse                     | Aprilia      | 20   | +1:21.403 | 23      |       |
| 19º  | 63 | Zulfahmi Khairuddin | AirAsia - Sepang Int. Circuit | Aprilia      | 20   | +1:25.015 | 27      |       |
| 20º  | 42 | Syunya Mori         | Racing Sayama                 | Honda        | 20   | +1:25.186 | 28      |       |
| 21º  | 91 | Sasuke Shinozaki    | Team Tec2                     | Yamaha       | 20   | +1:26.406 | 25      |       |
| 22º  | 71 | Tomoyoshi Koyama    | Racing Team Germany           | Aprilia      | 20   | +1:40.734 | 5       |       |
| 23º  | 87 | Luca Marconi        | Ongetta Team                  | Aprilia      | 19   | +1 giro   | 31      |       |
| 24º  | 89 | Yuma Yahagi         | Endurance                     | Honda        | 19   | +1 giro   | 30      |       |

#### Ritirati
| Nº | Pilota            | Squadra                       | Motocicletta | Giri | Griglia |
| -- | ----------------- | ----------------------------- | ------------ | ---- | ------- |
| 52 | Danny Kent        | Lambretta Reparto Corse       | Lambretta    | 11   | 16      |
| 32 | Lorenzo Savadori  | Matteoni Racing               | Aprilia      | 8    | 29      |
| 84 | Jakub Kornfeil    | Racing Team Germany           | Aprilia      | 3    | 20      |
| 96 | Tommaso Gabrielli | Ongetta Team                  | Aprilia      | 1    | 32      |
| 50 | Sturla Fagerhaug  | AirAsia - Sepang Int. Circuit | Aprilia      | 0    | 24      |
| 7  | Efrén Vázquez     | Tuenti Racing                 | Derbi        | 0    | 10      |
| 94 | Jonas Folger      | Ongetta Team                  | Aprilia      | 0    | 11      |

#### Non partito
| Nº | Pilota         | Squadra                 | Motocicletta | Griglia |
| -- | -------------- | ----------------------- | ------------ | ------- |
| 72 | Marco Ravaioli | Lambretta Reparto Corse | Lambretta    | 19      |